# Lacollonge
Lacollonge és un municipi francès, es troba al departament del Territori de Belfort i a la regió de Borgonya - Franc Comtat. L'any 2006 tenia 236 habitants.

## Geografia
Se situa a la vora d'un petit riu anomenat La Madeleine que neix al massís dels Vosges.

## Demografia
| 1962 | 1968 | 1975 | 1982 | 1990 | 1999 |
| ---- | ---- | ---- | ---- | ---- | ---- |
| 68   | 71   | 153  | 182  | 198  | 221  |